# Chiesa dei Santi Vito, Modesto e Crescenzia (San Vito al Tagliamento)
La chiesa dei Santi Vito, Modesto e Crescenzia, nota anche con il titolo di duomo, è la parrocchiale di San Vito al Tagliamento, in provincia di Pordenone e diocesi di Concordia-Pordenone; fa parte della forania di San Vito al Tagliamento.
Il campanile, alto 76 metri, iniziato in stile romanico e poi terminato in stile rinascimentale, fu completato nel 1491 da Giovanni da Pordenone.

## Interno

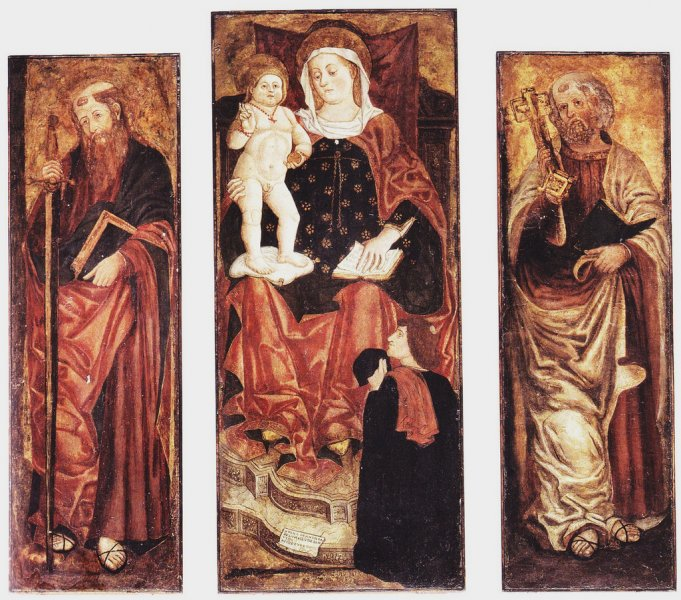
Andrea Bellunello - Madonna con Bambino e donatore e i santi Pietro e Paolo, 1488.

All'interno l'opera di maggior prestigio è il trittico di Andrea Bellunello raffigurante Madonna con il bambin Gesù tra i santi Pietro e Paolo del 1488. Sono poi da menzionare le opere di Pomponio Amalteo, che dipinse le ante dell'organo e la cantoria, di Gaspare Diziani, del Padovanino e di Antonio Carneo.